# 나의 라임 오렌지나무
《나의 라임 오렌지나무》(포르투갈어: Meu Pé de Laranja Lima, 영어: My Sweet Orange Tree)는 브라질 작가 조제 마우루 지 바스콘셀루스가 1969년 발표한 소설이다. 간행 당시 유례없는 판매기록을 세웠고 영화화되기도 하였다. 또한 브라질 초등학교 강독 교재로 사용됐고 미국 유럽 등에서도 널리 번역, 소개되었으며 전 세계 19개국에서 32개 언어로 번역되어 출판되었다.
한국에서는 1978년 발간됐지만 처음엔 별 호응을 얻지 못했다. 그러나 1980년대 들어 독자들 사이에 소문이 퍼지면서 베스트셀러 대열에 올랐고 지금까지 300만 부 이상 팔렸다. «나의 라임 오렌지나무» 이후에 '호징냐, 나의 쪽배', '광란자', '햇빛사냥'이 연달아 출간되었다.

## 주요 등장인물
- 제제(포르투갈어: Zezé)

«나의 라임 오렌지나무»의 주인공으로, 제제는 애칭이며 본명은 조제(포르투갈어: José)이다. (요셉의 포르투갈식 이름이다.) 5살의 아이지만 생각과 행동은 상당히 어른스럽다. 글로리아 누나, 엄마, 루이스를 제외하면 항상 맞고 지내면서도 씩씩하고 용감하다. 형 대신 얻어맞을 것을 알면서 싸움에 나가기도 하며, 루이스에 대한 책임감 역시 대단하다. 제제가 여러 말썽을 부린 것은 애정 결핍과 과도한 학대(냉대와 매질)로 인한 가능성이 크다. 사실 제제가 당하는 학대를 봤을 때 제제 정도면 참 잘 성장하였다고 볼 수 있다.
- 밍기뉴(Minguinho) 또는 슈르르까(Xururuca)

제제가 이사한 집에서 유일하게 마음에 들어한 나무이며, 작품의 또 하나의 주인공으로 1부의 주인공이다. 밍기뉴는 평소에 부르는 이름이며, 슈르르까는 제제의 기분이 좋을 때 쓰는 애칭이다. 제제는 서부 영화의 말 탄 카우보이를 생각하며 밍기뉴에 올라타 영화 속을 상상하기도 한다. 라임 오렌지나무로 제제는 수시로 이 나무와 대화를 나눈다. 제제의 상상 속의 존재이며, 나중에 밍기뉴가 말을 하지 않게 되었다는 말로 제제 내면의 완전한 성숙을 보여주게 된다.
- 뽀루뚜가(Portuga)

사실상 2부의 주연이라고 할 수 있다. 본명은 마누엘 발라다리스(Manuel Valadares)이다. 포르투갈 사람이며 첫 등장에서는 자신의 차에 매달린 제제를 망신 줬지만 두 번째 등장에서는 걷기 힘들어하는 제제를 병원에 데려다주고 화해하며 이후 제제에게 아버지와 같은 존재가 된다. 제제가 밍기뉴와 하는 대화나 제제의 심리묘사를 보면 제제가 뽀르뚜가를 얼마나 좋아하고 생각했는지 알 수 있다. 자신을 양자로 삼아달라는 제제의 말을 일단 거절하나 제제에게 부성애를 느끼고 있었던 것으로 볼 수 있다.

## 배경
작가의 유년 시절을 담은 작가 자전적 소설이므로 바스콘셀루스가 태어나고 유년 시절을 보낸 리우데자네이루의 방구시에서의 체험을 바탕으로 한다.
따라서 시대적 배경으로는 작가가 살던 시대로 1920년부터 책이 발간되기 전까지라고 할 수 있다.

### 줄거리
전체적인 책의 내용은 너무 일찍 철이 든 제제의 이야기이고 두 부분으로 나뉘어 있는데 1부는 제제의 가족이 이사와 그를 중심으로 생기는 다양한 사건을 통해 제제로 대표되는 빈곤층의 어려운 삶을 보여준다. 2부에서는 제제와 포르투갈인 뽀르뚜까의 이야기를 다루고 있다.
주인공 제제는 브라질에 사는 5살짜리 소년이다. 가난한 생활 속에서 개구쟁이의 모습으로 라임 오렌지나무 밍기뉴, 학교 선생님, 포르투갈 사람인 뽀르뚜까 아저씨 등과 사랑과 우정을 나누며 성장해간다. 제제는 실직한 아빠, 공장에 다니는 엄마, 세 누나와 형 그리고 동생과 함께 가난하게 살아간다. 한창 부모의 사랑을 받고 자랄 나이에 말썽을 부린다고 가족들로부터 냉대와 매질을 받는다. 집안이 가난하여 크리스마스에도 선물 하나 받지 못하여 한탄하기도 한다. 그러나 제제는 절망하지 않고 마음속의  새와 집 앞마당의 라임 오렌지나무인 밍기뉴를 친구삼아 이야기를 나눈다. 슬픔은 위로를 받고 기쁨은 함께 나누며 소문난 말썽꾸러기 제제는 이들과 함께 있을 때만은 착한 아이가 된다.
어느 날 제제는 포르투갈 사람의 차 아래에 달라붙었다가 들켜서 모욕을 당하고 복수를 다짐한다. 제제가 발을 다쳐 붕대를 감은 채 학교에 가는 중에 만난 그 포르투갈 사람은 제제를 병원으로 데리고 가서 치료를 받게 해준다. 처음엔 자신에게 창피를 주었던 포르투갈 사람의 차를 탄 것이 부끄러워 비밀로 해달라고 했었지만 그 후 두 사람은 친구가 되고 제제는 그를 뽀르뚜까라고 부르며 친아버지처럼 따르게 되고 나서는 대화를 방해 받고 싶지않아 비밀로 하였다. 뽀르뚜까 아저씨는 제제에게 따뜻함을 느끼게 해주고 사랑의 소중함을 가르쳐준다. 그러나 어느 날 뽀르뚜까 아저씨는 열차와의 교통사고로 죽고 제제는 삶의 희망을 잃어버리고 병이 난다. 그리고 밍기뉴가 하얀 꽃을 피우자 제제는 그 하얀 꽃이 자신과 작별 인사를 하는 것이라는 사실을 안다. 밍기뉴도 어른 라임오렌지나무가 되었고, 제제는 가슴 아픈 상처를 통해 철이 들고 성장해 나가게 된다. 그리고 아버지에게 말한다 "라임오렌지나무는 제 맘에서 잘려 나갔다"고 그리고 아버지가 취직하며 이사를 가는 글로 끝난다.

## 기타
- 속편

『나의 라임 오렌지나무』의 속편으로 볼 수 있는『햇빛사냥』은 십 대에 접어든 제제가 라임 오렌지나무 대신 아담을, 뽀르뚜가 대신 모리스를 가슴 속에 키우면서 밝음과 용기를 되찾아가는 과정을 그린 작품이다. 이 작품에서도 제제는 여전히 풍부한 감수성과 주체할 수 없는 장난기를 지닌 소년으로 그려진다.
『광란자』는 열아홉 청년 제제의 이야기를 그린「나의 라임 오렌지나무」세 번째 이야기다. 라임 오렌지나무를 떠난 청년 제제가 좀 더 성숙한 사고와 새로운 시각으로 바라보는 세상에 대한 고민과 불만을 엿볼 수 있다. 기성세대와의 대립과 충돌, 그로부터 벗어나려는 저항, 친구와의 우정, 첫사랑의 아련함과 아픔, 삶을 개척하기 위한 자신과의 싸움 등이 그려진다. 작가 자신의 청년기 이야기와 실제 체험을 사실적으로 묘사하였다.
- 평가

아동문학인 『나의 라임 오렌지나무』를 문학 서사적 가치에 대해 사회·문화적 맥락으로 보면 다음과 같다. 이 작품은 교양소설의 형태를 띠며 작가의 유년기를 보낸 지역을 배경으로 펼쳐지는 자전적 서사이다. 그렇기 때문인지 작품 속 주인공과 작가의 인생이 닮아있다고 볼 수 있다. 이는 중첩효과로 1인칭 서술을 사용하고 있고, 작품 마지막에서는 작가적 현실과 문학적 허구 사이의 경계 허물기를 확실히 하기도 한다. 또한 교육적 가치를 중시하는 전통 아동문학의 정형화된 틀을 강화하면서 동시에 깨버리는 작품으로, 판타지적 요소를 도입해 현실의 재편을 시도하며 현실세계와 환상세계의 뒤섞임을 비범하게 형상화해내었다는 평이 있다. (파리아, 1997)
- 영화작품

"나의 라임 오렌지 나무 (My Sweet Orange Tree)"
제17회 부천 국제 판타스틱 영화제(Bifan)의 월드 판타스틱 시네마 상영작.
제작년도 2012, 드라마, 98분, 브라질, 12세 관람가, 마르코스 번스테인 감독.
- 고등래퍼의 노래

송민재와 이영지의 노래이다.